# World Poker Tour seizoen 12
Een overzicht van de evenementen uit het twaalfde seizoen van de World Poker Tour (WPT) en resultaten van de hoofdtoernooien daarvan. De winnaars hiervan schrijven naast het prijzengeld een officiële WPT-titel op hun naam:

### Merit Cyprus Classic
- Casino: Merit Crystal Cove Hotel and Casino, Cyprus
- Buy-in: $4.000,- + $400,-
- Datum: 16 t/m 21 augustus 2013
- Aantal deelnemers: 262
- Totaal prijzengeld: $1.000.000,-
- Aantal uitbetalingen: 27

| Positie | Naam              | Prijs      |
| ------- | ----------------- | ---------- |
| 1ste    | Alexey Rybin      | $258.000,- |
| 2de     | Albert Daher      | $160.200,- |
| 3de     | Andrei Nikonov    | $103.700,- |
| 4de     | Kayhan Tugrul     | $75.600,-  |
| 5de     | Sergey Rybachenko | $56.600,-  |
| 6de     | Pierre Sayegh     | $46.000,-  |

### Legends of Poker
- Casino: The Bicycle Casino, Bell Gardens
- Buy-in: $3.500,- + $200,-
- Datum: 29 t/m 4 september augustus 2013
- Aantal deelnemers: 716
- Totaal prijzengeld: $2.430.820,-
- Aantal uitbetalingen: 72

| Positie | Naam            | Prijs      |
| ------- | --------------- | ---------- |
| 1ste    | Jordan Cristos  | $613.355,- |
| 2de     | Dan Heimiller   | $356.115,- |
| 3de     | Ryan Goindoo    | $233.360,- |
| 4de     | Alexandru Masek | $156.790,- |
| 5de     | Phil Laak       | $109.385,- |
| 6de     | John Gordon     | $85.080,-  |

### Borgata Poker Open
- Casino: Borgata Hotel Casino, Atlantic City
- Buy-in: $3.300,- + $200,-
- Datum: 15 t/m 20 september 2013
- Aantal deelnemers: 1189
- Totaal prijzengeld: $3.805.989,-
- Aantal uitbetalingen: 110

| Positie | Naam           | Prijs       |
| ------- | -------------- | ----------- |
| 1ste    | Anthony Zinno  | $825.099,-  |
| 2de     | Vanessa Selbst | $492.569,-  |
| 3de     | Cong Pham      | $$301.225,- |
| 4de     | Jeremy Kottler | $251.968,-  |
| 5de     | David Randall  | $208.394,-  |
| 6de     | Eric Fields    | $168.610,-  |

### Grand Prix de Paris
- Casino: Aviation club de France, Parijs
- Buy-in: €7.500,-
- Datum: 25 t/m 30 oktober 2013
- Aantal deelnemers: 187
- Totaal prijzengeld: €1.839.496,-
- Aantal uitbetalingen: 21

| Positie | Naam              | Prijs      |
| ------- | ----------------- | ---------- |
| 1ste    | Mohsin Charania   | €340.000,- |
| 2de     | Vasili Firsau     | €230.200,- |
| 3de     | Peter Apostolou   | €148.050,- |
| 4de     | Elliot Smith      | €109.615,- |
| 5de     | Christina Lindley | €82.280,-  |
| 6de     | Kimmo Kurko       | €65.790,-  |

### WPT Emperors Palace Poker Classic
- Casino: Emperors Palace Hotel Casino Convention Entertainment Resort, Johannesburg
- Buy-in: $3.300,- + $300,-
- Datum: 7 t/m 11 november 2013
- Aantal deelnemers: 191
- Totaal prijzengeld: $561.528,-
- Aantal uitbetalingen: 27

| Positie | Naam              | Prijs      |
| ------- | ----------------- | ---------- |
| 1ste    | Daniel Brits      | $132.128,- |
| 2de     | Eugene Du Plessis | $92.708,-  |
| 3de     | Rob Fenner        | $59.634,-  |
| 4de     | Dominik Nitsche   | $44.136,-  |
| 5de     | Wesley Wiegand    | $33.130,-  |
| 6de     | Ronit Chamani     | $26.504,-  |

### Bestbet Jacksonville Fall Poker Scramble
- Casino: BestBet Jacksonville, Jacksonville
- Buy-in: $3.200,- + $240,-
- Datum: 15 t/m 19 november 2013
- Aantal deelnemers: 358
- Totaal prijzengeld: $1.145.600,-
- Aantal uitbetalingen: 45

| Positie | Naam             | Prijs      |
| ------- | ---------------- | ---------- |
| 1ste    | Jared Jaffee     | $252.749,- |
| 2de     | Blake Purvis     | $166.139,- |
| 3de     | Michael Horchoff | $106.904,- |
| 4de     | Margo Costa      | $79.114,-  |
| 5de     | Corrie Wunstel   | $59.335,-  |
| 6de     | Randall Price    | $47.468,-  |

### WPT Caribbean
- Casino: Casino Royale, Sint Maarten
- Buy-in: $3.200,- + $300,-
- Datum: 19 t/m 24 november 2013
- Aantal deelnemers: 191
- Totaal prijzengeld: $592.864,-
- Aantal uitbetalingen: 24

| Positie | Naam               | Prijs      |
| ------- | ------------------ | ---------- |
| 1ste    | Tony Dunst         | $145.000,- |
| 2de     | Giacomo Fundaro    | $100.000,- |
| 3de     | Severin Schleser   | $63.500,-  |
| 4de     | Marvin Rettenmaier | $46.800,-  |
| 5de     | Zoltan Purak       | $35.900,-  |
| 6de     | Robbie Bakker      | $28.700,-  |

### WPT Montréal
- Casino: Playground Poker Club, Kahnawake
- Buy-in: $3.500,- + $350,-
- Datum: 29 november t/m 5 december 2013
- Aantal deelnemers: 862
- Totaal prijzengeld: $2.738.435,-
- Aantal uitbetalingen: 99

| Positie | Naam              | Prijs      |
| ------- | ----------------- | ---------- |
| 1ste    | Robbie Bakker     | $500.824,- |
| 2de     | Mukul Pahuja      | $340.928,- |
| 3de     | Serge Cantin      | $220.170,- |
| 4de     | Sylvain Siebert   | $162.936,- |
| 5de     | Lily Kiletto      | $121.848,- |
| 6de     | Alexandre Lavigne | $98.574,-  |

### Doyle Brunson Five Diamond World Poker Classic
- Casino: Bellagio, Las Vegas
- Buy-in: $10.000,- + $300,-
- Datum: 6 t/m 11 december 2013
- Aantal deelnemers: 449
- Totaal prijzengeld: $4.355.300,-
- Aantal uitbetalingen: 45

| Positie | Naam         | Prijs        |
| ------- | ------------ | ------------ |
| 1ste    | Dan Smith    | $1.161.135,- |
| 2de     | Gary Benson  | $672.685,-   |
| 3de     | Eddy Sabat   | $436.160,-   |
| 4de     | Shaun Suller | $303.793,-   |
| 5de     | Barry Hutter | $219.165,-   |
| 6de     | Joe Serock   | $175.766,-   |

### WPT Zuid-Korea
- Casino: Ramada Plaza Jeju, Jeju-do
- Buy-in: $2.700,- + $300,-
- Datum: 16 t/m 19 december 2013
- Aantal deelnemers: 137
- Totaal prijzengeld: $358.803,-
- Aantal uitbetalingen: 21

| Positie | Naam                    | Prijs      |
| ------- | ----------------------- | ---------- |
| 1ste    | Masato Yokosawa         | $100.000,- |
| 2de     | Chris Park              | $60.700,-  |
| 3de     | Hyunshik Hun            | $38.500,-  |
| 4de     | Kosei Ichinose          | $28.500,-  |
| 5de     | Jae Kyung Sim           | $21.400,-  |
| 6de     | Chane Kampanatsanyakorn | $17.100,-  |

### WPT Praag
- Casino: Card Casino Prague, Praag
- Buy-in: €3.300,-
- Datum: 15 t/m 21 december 2013
- Aantal deelnemers: 306
- Totaal prijzengeld: €881.550,-
- Aantal uitbetalingen: 36

| Positie | Naam              | Prijs      |
| ------- | ----------------- | ---------- |
| 1ste    | Julian Thomas     | €206.230,- |
| 2de     | Vasili Firsau     | €135.000,- |
| 3de     | Andrey Shatilov   | €85.000,-  |
| 4de     | Gintaras Simaitis | €63.000,-  |
| 5de     | Ognjen Sekularac  | €47.000,-  |
| 6de     | Valeri Savov      | €38.000,-  |

### Borgata Winter Poker Open
- Casino: Borgata Hotel Casino, Atlantic City
- Buy-in: $3.300,- + $200,-
- Datum: 26 t/m 31 januari 2014
- Aantal deelnemers: 1229
- Totaal prijzengeld: $3.934.029,-
- Aantal uitbetalingen: 120

| Positie | Naam                  | Prijs      |
| ------- | --------------------- | ---------- |
| 1ste    | Anthony Merulla       | $842.379,- |
| 2de     | David Paredes         | $499.549,- |
| 3de     | Anthony Maio          | $307.565,- |
| 4de     | Jared Jaffee          | $258.590,- |
| 5de     | Vladislav Mezheritsky | $213.650,- |
| 6de     | Farid Jattin          | $174.352,- |

### WPT Lucky Hearts Poker Open
- Casino: Seminole Casino Coconut Creek, Coconut Creek
- Buy-in: $3.250,- + $175,- + $75,-
- Datum: 7 t/m 12 februari 2014
- Aantal deelnemers: 415
- Totaal prijzengeld: $1.348.750,-
- Aantal uitbetalingen: 54

| Positie | Naam            | Prijs      |
| ------- | --------------- | ---------- |
| 1ste    | James Calderaro | $271.103,- |
| 2de     | Shannon Shorr   | $190.039,- |
| 3de     | Keven Stammen   | $122.197,- |
| 4de     | Dimas Martinez  | $90.366,-  |
| 5de     | Tim Kegel       | $67.842,-  |
| 6de     | Evan Dollinger  | $54.355,-  |

### Fallsview Poker Classic
- Casino: Fallsview Casino, Niagara Falls
- Buy-in: $5.000,-
- Datum: 22 t/m 14 februari 2014
- Aantal deelnemers: 383
- Totaal prijzengeld: $1.729.510,-
- Aantal uitbetalingen: 45

| Positie | Naam                | Prijs      |
| ------- | ------------------- | ---------- |
| 1ste    | Matthew Lapossie    | $342.266,- |
| 2de     | Dylan Wilkerson     | $228.806,- |
| 3de     | Jason James         | $147.090,- |
| 4de     | Spiro Mikrogianakis | $108.956,- |
| 5de     | Josue Sauvageau     | $81.716,-  |
| 6de     | Howie Leung         | $65.373,-  |

### L.A. Poker Classic
- Casino: Commerce Casino, Commerce
- Buy-in: $9.600,- + $400,-
- Datum: 1 t/m 6 maart 2014
- Aantal deelnemers: 534
- Totaal prijzengeld: $5.126.400,-
- Aantal uitbetalingen: 63

| Positie | Naam          | Prijs        |
| ------- | ------------- | ------------ |
| 1ste    | Chris Moorman | $1.015.460,- |
| 2de     | Glenn Lafaye  | $662.840,-   |
| 3de     | Michael Rocco | $423.440,-   |
| 4de     | Patrick Bruel | $332.190,-   |
| 5de     | Josh Neufeld  | $264.520,-   |
| 6de     | Adam Friedman | $200.440,-   |

### Bay 101 Shooting Star
- Casino: Bay 101, San Jose
- Buy-in: $7.150,- + $350,-
- Datum: 10 t/m 14 maart 2014
- Aantal deelnemers: 718
- Totaal prijzengeld: $5.133.700,-
- Aantal uitbetalingen: 72

| Positie | Naam            | Prijs        |
| ------- | --------------- | ------------ |
| 1ste    | James Carroll   | $1,256.550,- |
| 2de     | Dylan Wilkerson | $728.650,-   |
| 3de     | Shaun Suller    | $477.470,-   |
| 4de     | Mukul Pahuja    | $320.800,-   |
| 5de     | Nam Le          | $223.810,-   |
| 6de     | Garrett Greer   | $174.080,-   |

### WPT Venice Grand Prix
- Casino: Casino di Venezia, Venetië
- Buy-in: €2.700,- + €300,-
- Datum: 10 t/m 15 maart 2014
- Aantal deelnemers: 144
- Totaal prijzengeld: €377.136,-
- Aantal uitbetalingen: 18

| Positie | Naam               | Prijs      |
| ------- | ------------------ | ---------- |
| 1ste    | Andrea Dato        | €105.000,- |
| 2de     | Sam Trickett       | €66.000,-  |
| 3de     | Maurizio Saieva    | €42.000,-  |
| 4de     | Mario Vojvoda      | €31.000,-  |
| 5de     | Alessio Isaia      | €24.000,-  |
| 6de     | Sotirios Koutoupas | €19.400,-  |

### WPT Thunder Valley
- Casino: Thunder Valley Casino, Lincoln
- Buy-in: $3.200,- + $300,-
- Datum: 15 t/m 19 maart 2014
- Aantal deelnemers: 465
- Totaal prijzengeld: $1.488.000,-
- Aantal uitbetalingen: 54

| Positie | Naam            | Prijs      |
| ------- | --------------- | ---------- |
| 1ste    | J.C. Tran       | $302.750,- |
| 2de     | Preston Harwell | $200.030,- |
| 3de     | Quoc Pham       | $127.140,- |
| 4de     | Mimi Luu        | $100.240,- |
| 5de     | Benjamin Zamani | $80.130,-  |
| 6de     | Ken Jorgensen   | $60.180,-  |

### Jacksonville bestbet Open
- Casino: bestbet Jacksonville, Jacksonville
- Buy-in: $3.200,- + $240,- + $60,-
- Datum: 21 t/m 25 maart 2014
- Aantal deelnemers: 258
- Totaal prijzengeld: $825.600,-
- Aantal uitbetalingen: 27

| Positie | Naam            | Prijs      |
| ------- | --------------- | ---------- |
| 1ste    | Nabil Hirezi    | $206.041,- |
| 2de     | James Calderaro | $133.764,- |
| 3de     | Brian Green     | $86.043,-  |
| 4de     | Peter Le        | $63.682,-  |
| 5de     | Jordan Cristos  | $47.802,-  |
| 6de     | Faraz Jaka      | $38.241,-  |

### Seminole Hard Rock Showdown
- Casino: Seminole Hard Rock Hotel and Casino Hollywood, Hollywood
- Buy-in: $3.500,-
- Datum: 10 t/m 16 april 2014
- Aantal deelnemers: 1795
- Totaal prijzengeld: $5.763.150,-
- Aantal uitbetalingen: 170

| Positie | Naam           | Prijs        |
| ------- | -------------- | ------------ |
| 1ste    | Eric Afriat    | $1.081.184,- |
| 2de     | Mukul Pahuja   | $691.965,-   |
| 3de     | James Mackey   | $441.128,-   |
| 4de     | Jacob Bazeley  | $371.931,-   |
| 5de     | Matt Stout     | $308.501,-   |
| 6de     | Chance Kornuth | $247.954,-   |

### WPT World Championship
- Casino: Bellagio, Las Vegas
- Buy-in: $15.000,- + $400,-
- Datum: 22 t/m 26 april 2014
- Aantal deelnemers: 328
- Totaal prijzengeld: $4.852.400,-
- Aantal uitbetalingen: 36

| Positie | Naam            | Prijs        |
| ------- | --------------- | ------------ |
| 1ste    | Keven Stammen   | $1.350.000,- |
| 2de     | Byron Kaverman  | $727.860,-   |
| 3de     | Tony Dunst      | $452.729,-   |
| 4de     | Ryan D'Angelo   | $363.930,-   |
| 5de     | Curt Kohlberg   | $286.292,-   |
| 6de     | Abraham Korotki | $235.341,-   |

WPT seizoen 1 · WPT seizoen 2 · WPT seizoen 3 · WPT seizoen 4 · WPT seizoen 5 · WPT seizoen 6 · WPT seizoen 7 · WPT seizoen 8 · WPT seizoen 9 · WPT seizoen 10 · WPT seizoen 11 · WPT seizoen 12 · WPT seizoen 13 · WPT seizoen 14 · WPT seizoen 15 · WPT seizoen 16 · WPT seizoen 17 · WPT seizoen 18 · WPT seizoen 19